# Salmonella enterica subsp. enterica
Salmonella enterica subsp. enterica — подвид Salmonella enterica, палочковидной, жгутиковой, аэробной грамотрицательной бактерии. К сероварам данного подвида относятся множество патогенов позвоночных, в том числе возбудители брюшного тифа и паратифов человека.

## Cеровары
В подвид S. enterica subsp. enterica входит большое количество сероваров, которые могут инфицировать широкий круг позвоночных хозяев. Некоторые представители хорошо приспособлены только к определённым хозяевам, другие же способны поражать широкого круг различных организмов. Для дифференциации серотипов используется ряд методов, таких как наличия или отсутствия антигенов (серотипирование), фаготипирование, молекулярный фингерпринтинг и биотипирование, то есть способность серовара усваивать те или иные питательные вещества. Возможный фактор в определении круга хозяев конкретных сероваров — опосредованное фагами приобретение небольшого количества генетических элементов, которые позволяют заражать конкретного хозяина. Серовары, поражающие узкий круг видов, скорее всего произошли от предков с широким кругом хозяев, специализировались и утратили способность заражать некоторые виды.
На данный момент известно более 2500 сероваров Salmonella enterica subsp. enterica, но этот список далеко неполон. Ниже приведена подборка сероваров с перечислением известных хозяев.
| Серовар                 | Хозяева                                                                 |
| ----------------------- | ----------------------------------------------------------------------- |
| Salmonella Choleraesuis | Свиньи                                                                  |
| Salmonella Dublin       | Крупный рогатый скот                                                    |
| Salmonella Enteritidis  | Люди, грызуны, курообразные                                             |
| Salmonella Gallinarum   | Курообразные                                                            |
| Salmonella Hadar        | Люди, курообразные, кролики                                             |
| Salmonella Heidelberg   | Люди, курообразные, свиньи                                              |
| Salmonella Infantis     | Люди, домашняя птица                                                    |
| Salmonella Paratyphi    | Люди                                                                    |
| Salmonella Typhi        | Люди                                                                    |
| Salmonella Typhimurium  | Люди, крупный рогатый скот, свиньи, овцы, лошади, грызуны, курообразные |

Изучение данных из 37 стран, собранных в период с 2001 по 2007 год, показало, что наиболее часто людей поражает серовар Enteritidis, обнаруженный в среднем в 43,5 % случаев, за которым следует Typhimurium (17,1 % случаев), Newport (3,5 %). %), Infantis (1,8 %), Virchow (1,5 %), Hadar (1,5 %) и Agona (0,8 %).
Относительно недавно в Соединенных Штатах появился новый штамм, названный S. enterica ser. Javiana. «Вспышка произошла в 2002 году, среди участников US Transplant Games был зарегистрирован 141 случай. Из 141 случая большинство людей были либо реципиентами трансплантата (34 %), либо людьми, получающими иммуноподавляющую терапию (32 %)». Национальная система мониторинга устойчивости к противомикробным препаратам, входящая в ЦКЗ США, также определила, что число серотипов Salmonella с множественной лекарственной устойчивостью неуклонно растёт. «Salmonella Javiana[sic] каждый год становится причиной 4 % нетифодийных инфекций Salmonella в Соединенных Штатах».
В ноябре 2016 года в Пакистане появился новый штамм серовара Salmonella enterica serovar Typhi с широкой лекарственной устойчивостью, с основными очагами в городах Хайдарабад и Карачи. Штаммы с множественной лекарственной устойчивостью начали встречаться в Африке и Азии с конца 1970-х годов. Подобные штаммы устойчивы почти ко всем вариантам лечения антибиотиками: хлорамфениколу, ампициллину, триметоприму-сульфаметоксазол, фторхинолонам и цефалоспоринам третьего поколения. Вспышка продолжается с 2016 года.

### Метаболизм
Генетические данные свидетельствуют о том, что серовары данного подвида можно подразделить на две группы: первая, так называемая гастрокишеная группа, вызывает воспаление кишечника и эксплуатирует изменения среды для получения питательных веществ и быстрого роста в просвете кишки, используя широкий спектр анаэробных метаболических путей. Считается, что такой метаболизм особенно важен для жизни в бедном кислородом воспалённом кишечнике. Представители группы инфицируют широкий круг хозяев.
Ко второй группе относятся экстракишечные серовары с узким кругом хозяев. На первых стадиях они подавляют воспаление кишечника, а затем переходят к диссеминированной инфекции, поражая другие внутренние органы. Там они переходят к хроническому присутствию в тканях в микроаэрофильных условиях. К этой группе относится S. Typhi, возбудитель брюшного тифа человека, который в 4 % случаев может обосновываться в жёлчном пузыре, делая индивида резервуаром и распространителем инфекции. S. Gallinarum поражает яичники, а S. Dublin — вымя, используя эти органы для распространения. Для этой группы характерно деградация последовательностей и превращение в пседвдогены, ряда генов, ответственных за анаэробные метаболические пути.

## Номенклатура
Серовары могут обозначаться полным или сокращённым именем. В краткой форме указывается род, Salmonella, за которым следует название серовара с заглавной буквы не курсивом, например Salmonella Typhi. Полное же название Salmonella Typhi — Salmonella enterica subsp. enterica serovar Typhi. Внутри серовар может подразделяться на большое количество штаммов, ещё более увеличивая генетическое разнообразие и усложняя классификацию.

## Эпидемиология
Недавно инвазивные штаммы Salmonella, такие как Salmonella Typhimurium ST313, не вызывающие брюшной тиф, были выявлены как причина новых инфекционных заболеваний в Африке. Наличие у хозяев иммунодефицитов, связанных с ВИЧ, малярией и недоеданием, способствует широкому распространению этого заболевания и необходимости использования дорогих противомикробных препаратов в самых бедных службах здравоохранения в мире. Также было показано, что генетические факторы, такие как повышенная активность гена вирулентности pgtE из-за полиморфизма одного нуклеотида в его промоторной области, оказывают большое влияние на патогенез этого серотипа.